# Роз'їзда Рябаш
Роз'їзда Ряба́ш (рос. Разъезда Рябаш, башк. Рәбаш разъезы) — присілок у складі Белебеївського району Башкортостану, Росія. Входить до складу Малиновської сільської ради.
Населення — 47 осіб (2010; 36 в 2002).
Національний склад:
- башкири — 31 %